# A gdyby…?
A gdyby…? (oryg. What If…?) – amerykański antologiczny, superbohaterski serial animowany inspirowany serią komiksów Co by było, gdyby? wydawnictwa Marvel Comics. Przedstawia on alternatywne wersje zdarzeń pokazanych wcześniej w filmach Filmowego Uniwersum Marvela. Twórczynią serialu i główną scenarzystką została A.C. Bradley, a reżyserią zajął się Bryan Andrews. W serialu głosu użyczył Jeffrey Wright oraz aktorzy, którzy zagrali w produkcjach franczyzy.
Pierwszy sezon A gdyby…? wchodzi w skład IV Fazy franczyzy Filmowego Uniwersum Marvela, natomiast drugi – V Fazy. Stanowią one część jej drugiego rozdziału zatytułowanego Saga multiwersum. Serial zadebiutował 11 sierpnia 2021 roku w serwisie Disney+. W Polsce pojawił się 14 czerwca 2022 roku, wraz z uruchomieniem serwisu. W grudniu 2019 roku zapowiedziano drugi sezon serialu, który zadebiutował 22 grudnia 2023 roku. W listopadzie 2021 roku zapowiedziany został serialowy spin-off odcinka „A gdyby… zombie!?” zatytułowany Marvel Zombies, a w lipcu 2022 roku zapowiedziano trzeci sezon A gdyby…?. Pierwszy sezon spotkał się z pozytywną reakcją krytyków, ponadto został nagrodzony w 2022 roku na ceremoniach Annie i Emmy.

## Obsada

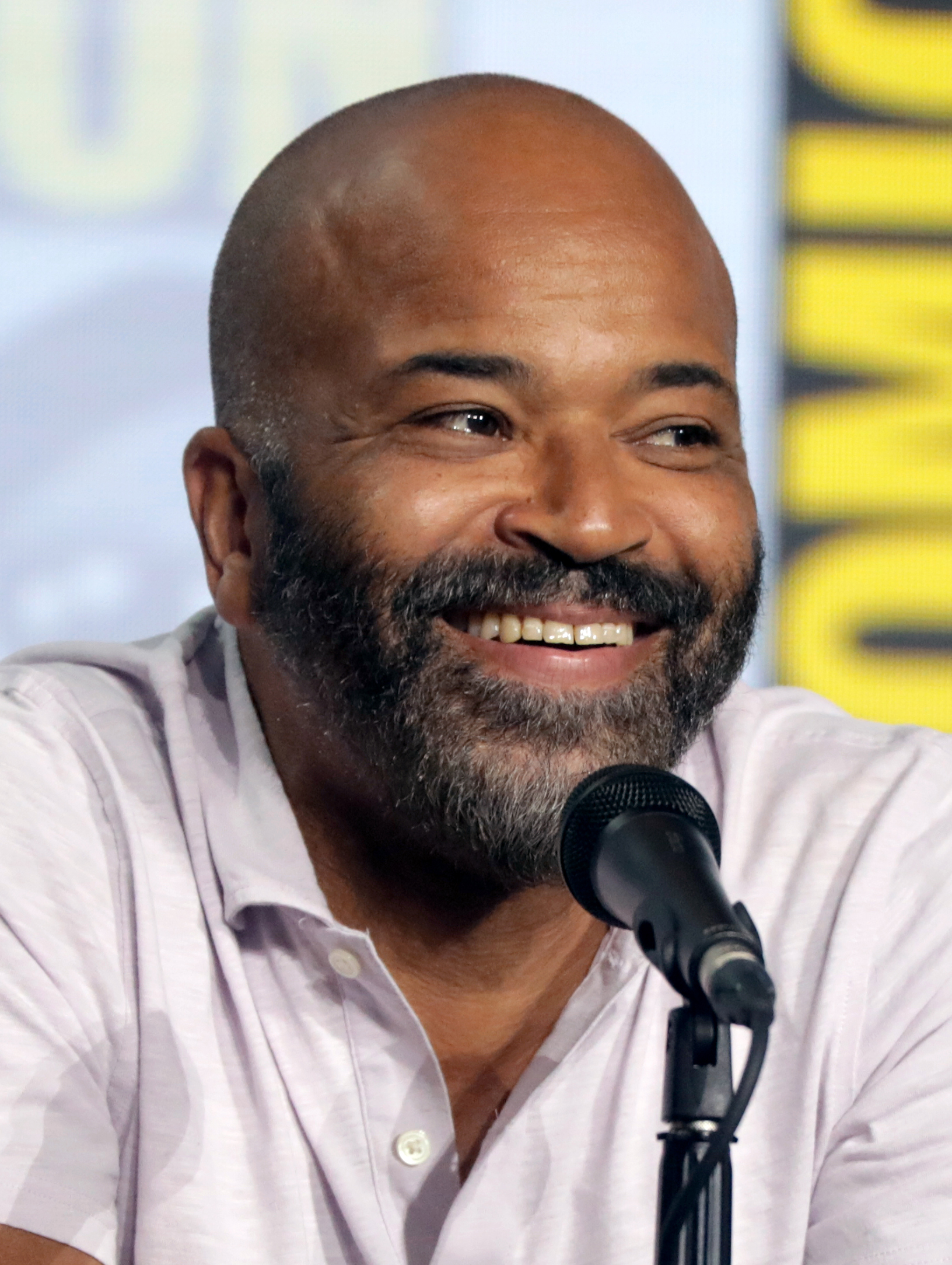
Jeffrey Wright
(Obserwator)

Narratorem serialu jest Jeffrey Wright jako Obserwator, który należy do rasy obserwującej multwiersum. Każdy z odcinków pokazuje inne wariant postaci, które pojawiły się w produkcjach Filmowego Uniwersum Marvela, gdzie prawie siedemdziesięciu aktorów powtórzyło swoje role z filmów franczyzy.
W pierwszym sezonie byli to: Hayley Atwell, Samuel L. Jackson, Jeremy Renner, Stanley Tucci, Dominic Cooper, Bradley Whitford, Ross Marquand, Neal McDonough, Sebastian Stan, Toby Jones, Chadwick Boseman, Michael Rooker, Josh Brolin, Benicio del Toro, Kurt Russell, Ophelia Lovibond, Carrie Coon, Tom Vaughan-Lawlor, Karen Gillan, Djimon Hounsou, John Kani, Sean Gunn, Chris Sullivan, Seth Green, Danai Gurira, Mark Ruffalo, Tom Hiddleston, Clark Gregg, Jaimie Alexander, Frank Grillo, Michael Douglas, Benedict Cumberbatch, Rachel McAdams, Benedict Wong, Tilda Swinton, Leslie Bibb, Paul Rudd, Evangeline Lilly, Paul Bettany, Jon Favreau, Emily VanCamp, David Dastmalchian, Michael B. Jordan, Angela Bassett, Andy Serkis, Don Cheadle, Chris Hemsworth, Natalie Portman, Kat Dennings, Jeff Goldblum, Cobie Smulders, Taika Waititi, Rachel House, Clancy Brown, Georges St-Pierre.
W drugim sezonie swoje z poprzednich produkcji role powtórzyli: Atwell, Favreau, Brown, Brolin, Cumberbatch, Dennings, Douglas, Tucci, Waititi, Gillan, Green, Grillo, Goldblum, Hemsworth, Hiddleston, House, Jackson, Renner, Rudd, Ruffalo, Rooker, Russell, Smulders, Stan, Idris Elba, Peter Serafinowicz, Jude Law, Sam Rockwell, Elizabeth Olsen, John Slattery, Tessa Thompson, Cate Blanchett, Laurence Fishburne, Rachel Weisz, Atandwa Kani, Madeleine McGraw i Gene Farber.
Natomiast przeszło dwudziestu aktorów zastąpiło tych, którzy pojawili się w poprzednich produkcjach MCU: Josh Keaton jako Steve Rogers, Brian T. Delaney i Mace Montgomery Miskel jako Peter Quill, Fred Tatasciore jako Drax, Corvus Glaive, Volstagg i Groot, Lake Bell jako Natasha Romanoff, Mick Wingert jako Tony Stark, Alexandra Daniels jako Carol Danvers, Mike McGill jako Thaddeus Ross, Stephanie Panisello jako Betty Ross, Hudson Thames jako Peter Parker / Spider-Man, Kiff VandenHeuvel jako Obadiah Stane, Beth Hoyt jako Virginia „Pepper” Potts, Ozioma Akagha jako Shuri, Josette Eales jako Frigga, David Chen jako Hogun, Max Mittelman jako Fandral, Cynthia McWilliams jako Gamora, Julianne Grossman jako Irani Rael, Keri Tombazian jako Mar-Vell / Wendy Lawson, Jeff Bergman jako Odyn oraz Feodor Chin jako Xu Wenwu. Ponadto Marquand użyczył również głosu Ultronowi.

## Emisja
Pierwszy sezon A gdyby…?, składający się z 9 odcinków, zadebiutował 11 sierpnia 2021 roku w serwisie Disney+. W Polsce całość sezonu została udostępniona 14 czerwca 2022 roku, wraz z uruchomieniem serwisu. Drugi sezon składający się również z 9 odcinków, zadebiutował 22 grudnia 2023 roku w Stanach Zjednoczonych i w Polsce. Kolejne odcinki były udostępniane kolejno do 30 grudnia tego samego roku.

### Przegląd sezonów
| Sezon | Sezon | Odcinki | Oryginalna emisja (Stany Zjednoczone) | Oryginalna emisja (Stany Zjednoczone) | Oryginalna emisja (Polska) | Oryginalna emisja (Polska) |
| Sezon | Sezon | Odcinki | Premiera sezonu                       | Finał sezonu                          | Premiera sezonu            | Finał sezonu               |
| ----- | ----- | ------- | ------------------------------------- | ------------------------------------- | -------------------------- | -------------------------- |
|       | 1     | 9       | 11 sierpnia 2021                      | 6 października 2021                   | 14 czerwca 2022            | 14 czerwca 2022            |
|       | 2     | 9       | 22 grudnia 2023                       | 30 grudnia 2023                       | 22 grudnia 2023            | 30 grudnia 2023            |
|       | 3     | 8       | 22 grudnia 2024                       | 29 grudnia 2024                       | 22 grudnia 2024            | 29 grudnia 2024            |

## Lista odcinków

### Sezon 1 (2021)
| № | Nr | Tytuł                                                        | Tytuł polski                                         | Reżyseria     | Scenariusz                    | Premiera (Disney+)  | Premiera w Polsce (Disney+) |
| - | -- | ------------------------------------------------------------ | ---------------------------------------------------- | ------------- | ----------------------------- | ------------------- | --------------------------- |
| 1 | 1  | What If… Captain Carter Were The First Avenger?              | A gdyby… Kapitan Carter była pierwszą Avengerką?     | Bryan Andrews | A.C. Bradley                  | 11 sierpnia 2021    | 14 czerwca 2022             |
| 2 | 2  | What If… T’Challa Was Star-Lord?                             | A gdyby… T’Challa został Star-Lordem?                | Bryan Andrews | Matthew Chauncey              | 18 sierpnia 2021    | 14 czerwca 2022             |
| 3 | 3  | What If… the World Lost Its Mightiest Heroes?                | A gdyby… zabrakło najpotężniejszych bohaterów?       | Bryan Andrews | A.C. Bradley Matthew Chauncey | 25 sierpnia 2021    | 14 czerwca 2022             |
| 4 | 4  | What If… Doctor Strange Lost His Heart Instead of His Hands? | A gdyby… Doktor Strange stracił serce zamiast dłoni? | Bryan Andrews | A.C. Bradley                  | 1 września 2021     | 14 czerwca 2022             |
| 5 | 5  | What If… Zombies!?                                           | A gdyby… zombie!?                                    | Bryan Andrews | Matthew Chauncey              | 8 września 2021     | 14 czerwca 2022             |
| 6 | 6  | What If… Killmonger Rescued Tony Stark?                      | A gdyby… Killmonger ocalił Tony’ego Starka?          | Bryan Andrews | Matthew Chauncey              | 15 września 2021    | 14 czerwca 2022             |
| 7 | 7  | What If… Thor Was an Only Child?                             | A gdyby… Thor był jedynakiem?                        | Bryan Andrews | A.C. Bradley                  | 22 września 2021    | 14 czerwca 2022             |
| 8 | 8  | What If… Ultron Won?                                         | A gdyby… Ultron wygrał?                              | Bryan Andrews | Matthew Chauncey              | 29 września 2021    | 14 czerwca 2022             |
| 9 | 9  | What If… the Watcher Broke His Oath?                         | A gdyby… Obserwator złamał zasady?                   | Bryan Andrews | A.C. Bradley                  | 6 października 2021 | 14 czerwca 2022             |

### Sezon 2 (2023)
| №  | Nr | Tytuł                                                   | Tytuł polski                                       | Reżyseria      | Scenariusz                    | Premiera (Disney+) | Premiera w Polsce (Disney+) |
| -- | -- | ------------------------------------------------------- | -------------------------------------------------- | -------------- | ----------------------------- | ------------------ | --------------------------- |
| 10 | 1  | What If… Nebula Joined the Nova Corps?                  | A gdyby… Nebula wsąpiła do Korpusu Nova?           | Stephan Franck | Matthew Chauncey              | 22 grudnia 2023    | 22 grudnia 2023             |
| 11 | 2  | What If… Peter Quill Attacked Earth’s Mightiest Heroes? | A gdyby… Peter Quill zaatakował Ziemię?            | Bryan Andrews  | Matthew Chauncey              | 23 grudnia 2023    | 23 grudnia 2023             |
| 12 | 3  | What If… Happy Hogan Saved Christmas?                   | A gdyby… Happy Hogan ocalił święta?                | Bryan Andrews  | A.C. Bradley Matthew Chauncey | 24 grudnia 2023    | 24 grudnia 2023             |
| 13 | 4  | What If… Iron Man Crashed into the Grandmaster?         | A gdyby... Iron Man wpadł na Arcymistrza?          | Bryan Andrews  | A.C. Bradley                  | 25 grudnia 2023    | 25 grudnia 2023             |
| 14 | 5  | What If… Captain Carter Fought the Hydra Stomper?       | A gdyby... Kapitan Carter walczyła z Hydrogromcą?  | Bryan Andrews  | A.C. Bradley                  | 26 grudnia 2023    | 26 grudnia 2023             |
| 15 | 6  | What If… Kahhori Reshaped the World?                    | A gdyby... Kahhori zmieniła świat?                 | Bryan Andrews  | Ryan Little                   | 27 grudnia 2023    | 27 grudnia 2023             |
| 16 | 7  | What If… Hela found the Ten Rings?                      | A gdyby... Hela znalazła dziesięć pierścieni?      | Bryan Andrews  | Matthew Chauncey              | 28 grudnia 2023    | 28 grudnia 2023             |
| 17 | 8  | What If… The Avengers Assembled in 1602?                | A gdyby... Avengersi żyli w roku 1602?             | Bryan Andrews  | A.C. Bradley Ryan Little      | 29 grudnia 2023    | 29 grudnia 2023             |
| 18 | 9  | What If… Strange Supreme Intervened?                    | A gdyby... Strange wtrącił się w losy multiwersum? | Bryan Andrews  | Matthew Chauncey              | 30 grudnia 2023    | 30 grudnia 2023             |

## Produkcja

### Rozwój projektu
We wrześniu 2018 roku ujawniono, że Marvel Studios pracuje nad serialami na potrzebę serwisu Disney+. Aktorzy z filmów mieli powtórzyć swoje role w tych serialach. Kevin Feige miał odpowiadać za te seriale podobnie jak w przypadku filmów, których jest producentem. W marcu 2019 roku poinformowano o planowanej produkcji pierwszej animowanej produkcji studia na podstawie serii komiksów Co by było, gdyby?, który jako antologia ma przedstawiać alternatywne wersje wydarzeń ukazanych w filmach Filmowego Uniwersum Marvela. Marvel Studios i The Walt Disney Company oficjalnie zapowiedzieli serial miesiąc później. Wytwórnia rozważała już wcześniej adaptację tej serii komiksów, jednak podjęto decyzję, że nie nastąpi to wcześniej niż po zakończeniu Sagi nieskończoności, tak aby pojawiła się wystarczająca ilość alternatywnych historii do opowiedzenia. W sierpniu ujawniono, że A.C. Bradley została główną scenarzystką serialu, a Bryan Andrews będzie odpowiadał za reżyserię.
Bradley zasugerował jeden z dyrektorów studia, Jonathan Schwartz. Zabiegała ona o stanowisko scenarzystki filmu Kapitan Marvel (2019). Bradley chciała napisać scenariusz do filmu na podstawie publikacji Marvel Comics i uznała, że A gdyby…? jest jej szansą na stworzenie wielu historii. Marvel Studios spodobały się jej pomysły i dołączyła do projektu w październiku 2018 roku. Andrews natomiast pracował wcześniej jako storyboardzista przy wielu głównych sekwencjach akcji filmów MCU. Spotkał się on z Bradem Winderbaumem w 2018 roku w sprawie zajęcia się reżyserią serialu.
Producentami wykonawczymi zostali: Bradley, Andrews, Feige, Winderbaum, Victoria Alonso i Louis D’Esposito, natomiast Carrie Wassenaar była producentką. W grudniu 2019 roku Feige wyjawił, że pierwszy sezon ma mieć 10 odcinków oraz że rozpoczęto już prace nad drugim sezonem. Na początku sierpnia 2021 roku ujawniono, że oba sezony będę liczyły 9 odcinków. Zmniejszenie ilości odcinków wynikało z opóźnieniami w produkcji spowodowanymi pandemią COVID-19. Jeden z odcinków nie został ukończony na czas i pozostawiono go na drugi sezon. W lipcu 2022 roku poinformowano, że w przygotowaniu jest również trzeci sezon serialu. Wyjawiono również, że serial wchodzi w skład Sagi multiwersum. W listopadzie potwierdzono, że Bradley i Andrews będą również pracować nad drugim sezonem.
Winderbaum wyjawił, że nie był to przypadek, że premiera serialu została zaplanowana tak szybko po finale pierwszego sezonu Lokiego, który wprowadził multiwersum, ponieważ A gdyby…? bada aspekty tego multiwersum. Bradley potwierdziła, że wszystkie odcinki sezonu są kanoniczne dla MCU, przy czym większość odcinków ma miejsce w ich własnych uniwersach. Ze względu na fakt, że prace nad serialem rozpoczęto przed powstaniem Lokiego i filmu Doktor Strange w multiwersum obłędu (2022) nie była ona pewna, w jaki sposób te produkcje będą ukazywać i wyjaśniać multiwersum MCU. Skupiła się na możliwościach w alternatywnych liniach czasu, które określiła jako „próbkę różnorodnych czekoladek”, pozostawiając elementy takie jak Agencję Ochrony Chronostruktury do pokazania w innych produkcjach. Zespół kreatywny serialu spotkał się z producentami wykonawczymi Lokiego, Stephenem Broussardem i Kevinem Wrightem, a także współproducentką wykonawczą WandaVision (2021), Mary Livanos, by ustalić „zbiór zasad” dotyczących multiwersum, rozgałęzień linii czasowych i wydarzeń w ramach ich powiązań.

### Scenariusz
Kevin Feige wyjawił, że serial ukaże „kluczowe momenty” z całego Filmowego Uniwersum Marvela w zmieniony sposób. Brad Winderbaum dodał, że praca w ramach koncepcji multiwersum była wyzwalająca, ponieważ serial mógł wiązać się z większym ryzykiem i większymi możliwościami, jakich nie dają inne projekty MCU. Victoria Alonso stwierdziła, że serial stał się okazją do wprowadzenia większej różnorodności do MCU i wykorzystania większej liczby z 6000 postaci, do których Marvel Studios miało dostęp. Postacie z Marvel Comics, które jeszcze nie pojawiły się w produkcjach franczyzy, nie zostały wprowadzone w serialu, ale scenarzyści mieli możliwość stworzenia nowych postaci, jeśli pomogłoby historii. Przed rozważeniem scenariuszy „co by było, gdyby” scenarzyści sprawdzili wszystkich bohaterów MCU, by określić, „co ich motywuje”. Chcieli mieć pewność, że poza zmianą każdego odcinka w stylu „co by było, gdyby” istniał potencjał fabularny ponadto. Każdy odcinek i jego alternatywna historia jest wprowadzana i zakończona przez postać Obserwatora, ukazując go jako „przestrogę w duchu Strefy mroku”. Odcinki posługują się różnymi gatunkami filmowymi i mają różną tonację, niektóre są mroczniejsze, a inne lżejsze.
A.C. Bradley, Bryan Andrews, Winderbaum, Simona Paparelli. Matthew Chauncey i Ryan Little napisali scenariusz do 30 potencjalnych odcinków. Seria Co by było, gdyby? dostarczyła im inspiracji dla potencjalnych rozwiązań fabularnych. Pomimo formatu serialu jako antologii, scenarzyści opracowali dla pierwszego sezonu narzędzia, które umożliwiły im pewne powiązania między odcinkami. Zaczęło się to ujawniać w odcinku ósmym sezonu. Podczas opracowywania scenariuszy scenarzyści zdali sobie sprawę, że Kapitan Carter „rozkwitnie i stanie się ważniejsza” wraz z Obserwatorem, i postanowili wracać do jej historii w kolejnych sezonach. Z pozostałych 20 propozycji z 30 przygotowanych dla pierwszego sezonu, kilka zostało wybranych dla sezonu drugiego. Ponadto postacie, jak i nawiązania do produkcji z Fazy IV zaplanowane zostały na drugi sezon. W październiku 2021 roku Bradley poinformowała, że drugi sezon będzie bardziej skupiał się na odkrywaniu nowych stron postaci z MCU.

### Casting
Plan Marvel Studios zakładał, że aktorzy odgrywający role w produkcjach Filmowego Uniwersum Marvela użyczą głosów odgrywanym przez siebie postaciom w A gdyby…?. Ponad pięćdziesięciu aktorów powtórzyło swoje role w sezonie pierwszym. O połowie z nich poinformowano podczas San Diego Comic-Conu w lipcu 2019 roku. Ujawniono również, że Jeffrey Wright obsadzony został jako głos Obserwatora, który będzie narratorem serialu. Na początku sierpnia 2021 roku wyjawiono pozostałych aktorów z MCU, którzy powrócą w rolach głosowych w pierwszym sezonie serialu.
Brad Winderbaum wyjawił, że część obsady została zastąpiona innymi aktorami z powodu konfliktów w harmonogramie oryginalnych aktorów.

### Prace nad animacją
Stephan Franck był głównym animatorem sezonu. Ryan Meinerding z Marvel Studios pracował razem z Bryanem Andrewsem nad znalezieniem odpowiedniego stylu animacji, który był spójny we wszystkich odcinkach. Wykorzystano styl animacji cel-shading oraz wygląd postaci zbliżony do wyglądu aktorów z filmów. Początkowo rozważali zastosowanie różnych stylów w każdym odcinku lub oparcie wyglądu na komiksach Jacka Kirby’ego i Steve’a Ditko, zanim zdecydowali się na jeden styl inspirowany klasycznymi amerykańskimi ilustratorami, takimi jak Joseph Christian Leyendecker, Norman Rockwell, Tom Lovell i Mead Schaeffer. Andrews uznał, że zaowocowało to „rodzajem heroicznego, hiperrealistycznego, superwyidealizowanego wyglądu, który wydaje się ikoniczny”, a jednocześnie nie jest „kreskówkowy”. Inspiracją był również Zakochany kundel (1955) ze względu na brak „surowej grafiki” i ponieważ uznali, że był „pięknie namalowany”.
Nad pierwszym sezonem pracowały studia animacyjne: Squeeze, Blue Spirit, Flying Bark Productions i Stellar Creative Lab. Scenograf Paul Lasaine i jego zespół namalowali wszystkie tła na sezon, opierając je na klatkach z filmów, grafikach koncepcyjnych i planach scenograficznych z tych produkcji. Graham Fisher i Joel Fisher odpowiadali za montaż odcinków pierwszego sezonu.
Sekwencja tytułowa została zaprojektowana przez firmę Perception, która starała się podkreślić tematykę serialu, ukazując „piękno i ideę przestrzeni”. Czerpie ona inspirację z twórczości Roberta Peaka, twórcy plakatów filmowych, między innym do Star Treka (1979) i Excalibura (1981). Ponadto wykorzystano obrazy tłuczonego szkła, by symbolizować rozgałęzienia „Świętej Chronologii”.

## Muzyka
W październiku 2020 roku poinformowano, że Laura Karpman skomponuje muzykę do serialu. Pracę nad muzyką do serialu określiła jako „idealnym placem zabaw dla kompozytorów”, ponieważ mogła odwoływać się do istniejących partytur Filmowego Uniwersum Marvela, ale także od nich odstępować. Miała ona dostęp do nut i nagrań poprzednich partytur MCU, ale także zaadaptowała niektóre elementy ze słuchu. W każdym odcinku sprawdzała, jak historia jest zgodna z MCU, jak odbiega i czego sama historia wymaga muzycznie.
Albumy z muzyką do każdego odcinka pierwszego sezonu były wydawane kilka dni po emisji każdego z odcinków przez Marvel Music / Hollywood Records. What If… Captain Carter Were The First Avenger? Soundtrack pojawił się 13 sierpnia 2021 roku, a ostatni, What If… the Watcher Broke His Oath? Soundtrack, został wydany 8 października tego samego roku.
W grudniu 2022 roku poinformowano, że Karpman ponownie zajmie się komponowaniem muzyki do serialu oraz że dołączy do niej jej żona, Nora Kroll-Rosenbaum.

## Promocja
W sierpniu 2019 roku podczas konwentu D23 pokazano fragmenty serialu. Pierwszy zwiastun pierwszego sezonu został zaprezentowany 10 grudnia 2020 roku. 8 lipca pojawił się ostateczny zwiastun pierwszego sezonu. 4 sierpnia 2021 roku na Disney+ pojawiły się trzy odcinki serialu dokumentalnego Legendy Marvela przypominające historię Peggy Carter, Projektu Avengers i Łowców w MCU. Natomiast 27 października pojawił się odcinek serialu dokumentalnego Assembled – The Making of What If…?, który ukazuje kulisy powstania sezonu.
Drugi sezon promowany był na panelu studia podczas San Diego Comic-Conu w lipcu 2022 roku, gdzie pokazano publiczności odcinek What If… Captain Carter Fought the Hydra Stomper?. 15 listopada 2023 roku pojawił się zwiastun drugiego sezonu.

## Odbiór

### Krytyka w mediach
Pierwszy sezon A gdyby…? spotkał się z pozytywną reakcją krytyków. W serwisie Rotten Tomatoes 94% ze 104 recenzji uznano za pozytywne, a średnia ocen wystawionych na ich podstawie wyniosła 7,9/10. Na portalu Metacritic średnia ważona ocen z 16 recenzji wyniosła 69 punktów na 100.
Drugi sezon serialu również z pozytywną reakcją krytyków. W serwisie Rotten Tomatoes 83% z 18 recenzji uznano za pozytywne, a średnia ocen wystawionych na ich podstawie wyniosła 7,6/10. Na portalu Metacritic średnia ważona ocen z 5 recenzji wyniosła 78 punktów na 100.

### Nagrody
| Rok  | Ceremonia                                   | Kategoria                                 | Nominowani | Rezultat | Przypis |
| ---- | ------------------------------------------- | ----------------------------------------- | --- | -------- | ------- |
| 2022 | Annie Awards                                | Najlepszy montaż w produkcji telewizyjnej | Graham Fisher, Joel Fisher – Sharia Lynn Davis, Basuki Juwono, Adam Spieckermann (za odcinek „A gdyby… Ultron wygrał?”) | Wygrana  | [ 91 ]  |
| 2022 | Critics’ Choice Television Awards           | Najlepszy serial animowany                | A gdyby…? | Wygrana  | [ 92 ]  |
| 2022 | Online Film & Television Association Awards | Najlepsza gra głosem                      | Chadwick Boseman | Wygrana  | [ 93 ]  |
| 2022 | Primetime Creative Arts Emmy Awards         | Najlepsza gra głosem                      | Chadwick Boseman (za odcinek „A gdyby… T’Challa został Star-Lordem?”)                                                   | Wygrana  | [ 94 ]  |

## Spin-off
W listopadzie 2021 roku Marvel Studios zapowiedziało serialowy spin-off odcinka „A gdyby… zombie!?”. Za reżyserię odpowiadać ma Bryan Andrews na podstawie scenariusza Zeba Wellsa. Czteroodcinkowy serial Marvel Zombies ma zadebiutować w 2024 roku na Disney+.